# 김천세계도자기박물관
김천세계도자기박물관은 경상북도 김천시 대항면 운수리 소재의 도자기 박물관이다.

## 연혁
- 2006년 4월 26일 개관

## 관람 안내
관람시간
- 09:00 ~ 18:00 (관람시간 종료 30분 전 매표)

관람요금
- 일반: 1,000원(단체 20인 이상 700원)
- 청소년, 학생, 군인: 500원(단체 20인 이상 300원)
- 유아 및 경로우대자 등: 무료

휴관일
- 매주 월요일
- 1월 1일
- 설 연휴 및 추석연휴